# The Son of No One
The Son of No One è un film del 2011 scritto e diretto da Dito Montiel, con Channing Tatum e Al Pacino.

## Trama
Nel 2002,  a New York, il giovane poliziotto Jonathan "Milk" White viene assegnato di pattuglia nello stesso quartiere del Queens in cui è nato e cresciuto, sotto il comando del capitano Marion Mathers. Ma nel suo passato esiste un segreto che rischia di distruggerlo.
Per provvedere alle necessità della moglie Kerry e alla giovane figlia malata, Jonathan lavora duramente cercando di vivere la sua vita in tranquillità, ma questa tranquillità inizia ad essere a rischio quando l'oscuro segreto del suo passato ritorna a galla: una fonte anonima rivela nuove informazioni su due omicidi irrisolti del 1986, avvenuti nello stesso quartiere.
Nel 1986, il quattordicenne Jonathan uccise due uomini mentre cercava di difendersi e il suo amico Vinnie lo aiutò a sbarazzarsi dei corpi impegnandosi a mantenere segreto l'accaduto. Il detective incaricato del caso, Stanford, pur avendo scoperto il coinvolgimento di Jonathan, decise di nascondere deliberatamente le prove per lealtà verso il defunto padre di Jonathan, che era stato suo collega.
Nel presente, Jonathan incontra Vinnie, affetto da un ritardo mentale, per la prima volta da molti anni, dopo aver  ricevuto telefonate e lettere anonime che minacciano di svelare il mistero che avvolge il duplice omicidio avvenuto 16 anni prima.
Jonathan, quindi, si mette in contatto con Lauren Bridges, la giornalista che sta tentando di creare una storia giornalistica partendo dal materiale e dalle lettere anonime di cui è venuta in possesso, al fine di cercare di convincerla a non pubblicare la storia, ma lei rifiuta e se ne va. Dopo pochi minuti che i due si sono lasciati all'esterno del ristorante dove è avvenuto l'incontro, la cronista viene seguita e uccisa da un ignoto assalitore.
Quando Kerry chiede al marito di sapere cosa stia succedendo, Jonathan le confessa di essere stato lui il responsabile delle due uccisioni avvenute quando era un ragazzino.
Il mattino seguente, Jonathan viene a sapere della morte di Lauren poco prima di ricevere una chiamata dal capitano Mathers che lo informa che il suo collega di pattuglia, Thomas Prudenti, lo attende per accompagnarlo in un capannone dove, in un ufficio al primo piano, incontra lo stesso Mathers ed il detective Stanford, ora in pensione. Quest'ultimo mostra a Jonathan alcune fotografie scattate la sera prima che immortalano lo stesso Jonathan e la giornalista quando si sono incontrati all'interno di un ristorante pochi minuti prima che la donna venisse ammazzata.
Mathers e Stanford confessano a Jonathan di aver fatto eliminare la giornalista per impedirle di pubblicare la storia sugli omicidi avvenuti nel passato al fine di preservare l'immagine del dipartimento cui fanno parte, quindi minacciano di incastrarlo per il suo omicidio a meno che non collabori facendosi trasferire altrove e dimenticando la vicenda. I due superiori aggiungono che provvederanno loro ad eliminare colui che scrive le lettere anonime facendo sì che questi venga incolpato per l'omicidio della giornalista ed inscenando il suicidio dello stesso perché insano di mente.
Mentre Jonathan sta rientrando a casa decide di cambiare strada e di dirigersi verso l'abitazione del suo amico d'infanzia Vinnie, sapendo che Mathers e Stanford lo uccideranno. Giunto sul tetto del palazzo Jonathan trova Vinnie minacciato con una pistola da Stanford, Mathers e Prudenti. Jonathan cerca di intervenire, ma il suo compagno lo trattiene e Mathers gli spara e lo ferisce, quindi Mathers consegna una pistola a Vinnie e gli ordina di uccidere Jonathan, ma Vinnie decide invece di sparare a Mathers. Stanford poi spara a Vinnie, che cade dal tetto. Stanford dice a Jonathan di andarsene e dimenticare tutto ciò che è successo. Jonathan se ne va con riluttanza e va a trovare un Vinnie morente, che gli dice di non aver mai detto a nessuno cosa è successo.
La morte di Mathers e i due omicidi nel 1986 sono attribuiti a Vinnie, che viene descritto come un assassino mentalmente instabile dai media. Jonathan cerca di riprendere una vita normale.
Il film si chiude con una vecchia Vicky, la ragazzina presente durante il primo omicidio, che scrive una lettera a Jonathan, spiegando che questa sarà la sua ultima lettera e  identificandosi così come la persona che inviava le lettere al giornale.

## Produzione
Le riprese si sono svolte da febbraio ad aprile 2010 nel Queens (NY).

## Distribuzione
Il trailer è stato distribuito il 22 gennaio 2011. Il film è stato presentato il 30 gennaio 2011 al Sundance Film Festival.
Il film è uscito nelle sale statunitensi il 4 novembre 2011.
In Italia è stato trasmesso in prima visione su Sky Cinema 1 giovedì 15 dicembre 2011 senza uscita cinematografica né Home Video.

## Curiosità
Al Pacino è subentrato a Robert De Niro, inizialmente designato per il ruolo del detective Stanford.